# Ауце (река)
А́уце (латыш. Auce, Īle, Aucupe, Auces upīte, Aucīte) — река в Латвии. Течёт по территории Добельского, Елгавского, Ауцского и Терветского краёв. Левый приток нижнего течения Свете.
Длина реки составляет 86 км. Площадь водосборного бассейна равняется 308 км² (по другим данным — 309 км). Объём годового стока — 0,053 км³. Уклон — 1,1 м/км, падение — 94 м.
Вытекает из озера Лиелауцес с северо-восточной стороны на высоте 100,8 м над уровнем моря.
Нижнее течение реки зарегулировано и канализировано. Раньше основное течение было отведено в Берзе, впадая в неё справа в 2 км от устья. В 1971 году возле устья устроили польдер, а Ауце была перенаправлена в Свете по новому каналу.